# AAA (videohry)
AAA videohra, často označovaná jako Triple-A videohra, je buzzword označující ve videoherním průmyslu takovou videohru, která byla vyvíjena početným vývojářským týmem s vysokým rozpočtem jak na vývoj, tak na marketingovou propagaci samotné videohry. Vývojářský tým podobných videoher čítá zpravidla vyšší desítky osob (někdy až nižší stovky), hra je týmem vyvíjena po dobu několika let a náklady na její vývoj se pohybují nejméně ve stovkách milionů korun. Vzhledem k nákladům a úsilí vynaloženým na vývoj videohry se tak často očekává, že videohra zaujme hráče vysokou kvalitou svého zpracování.
Kromě označení AAA se také ujalo několik dalších označení her:
- AAA+ – označuje triple A videohry, které jsou zároveň schopny generovat zisk díky svému fungování jako live service videohry, a mohou tak nabízet různá rozšíření; někdy však tento termín jednoduše označuje jen triple-A hry s vůbec nejvyššími očekáváními a mimořádně vysokými náklady na vývoj a marketing (pro takové hry se navíc ujala zkratka AAAA, tj. Quadruple-A). Mezi takové hry se mohou řadit tituly jako Battlefield, Call of Duty, Overwatch či League of Legends.
- AA – typicky označuje hry, za kterými stojí profesionální vývojářská studia, ale jejich rozpočty nedosahují takových částek jako rozpočty nejvýznamnějších triple-A videoher (v době svého vydání šlo například o videohry PUBG, DayZ nebo Clair Obscur: Expedition 33).
- III – pro indie hry se někdy místo označení AAA používá označení tří po sobě jdoucích písmen I (jde o hry jako The Witness, Hellblade: Senua's Sacrifice nebo Ancestors: The Humankind Odyssey)